# Марколь-лез-О
Марко́ль-лез-О (фр. Marcols-les-Eaux, окс. Marcols les Eaux) — коммуна во Франции, находится в регионе Рона — Альпы. Департамент коммуны — Ардеш. Входит в состав кантона Сен-Пьервиль. Округ коммуны — Прива.
Код INSEE коммуны — 07149.

## Население
Население коммуны на 2008 год составляло 334 человека.
| 1962 | 1968 | 1975 | 1982 | 1990 | 1999 | 2008 |
| ---- | ---- | ---- | ---- | ---- | ---- | ---- |
| 307  | 454  | 353  | 325  | 300  | 303  | 334  |

## Экономика
В 2007 году среди 126 человек в трудоспособном возрасте (15—64 лет) 74 были экономически активными, 52 — неактивными (показатель активности — 58,7 %, в 1999 году было 62,1 %). Из 74 активных работали 71 человек (36 мужчин и 35 женщин), безработных было 3 (2 мужчин и 1 женщина). Среди 52 неактивных 3 человека были учениками или студентами, 42 — пенсионерами, 7 были неактивными по другим причинам.

## Фотогалерея

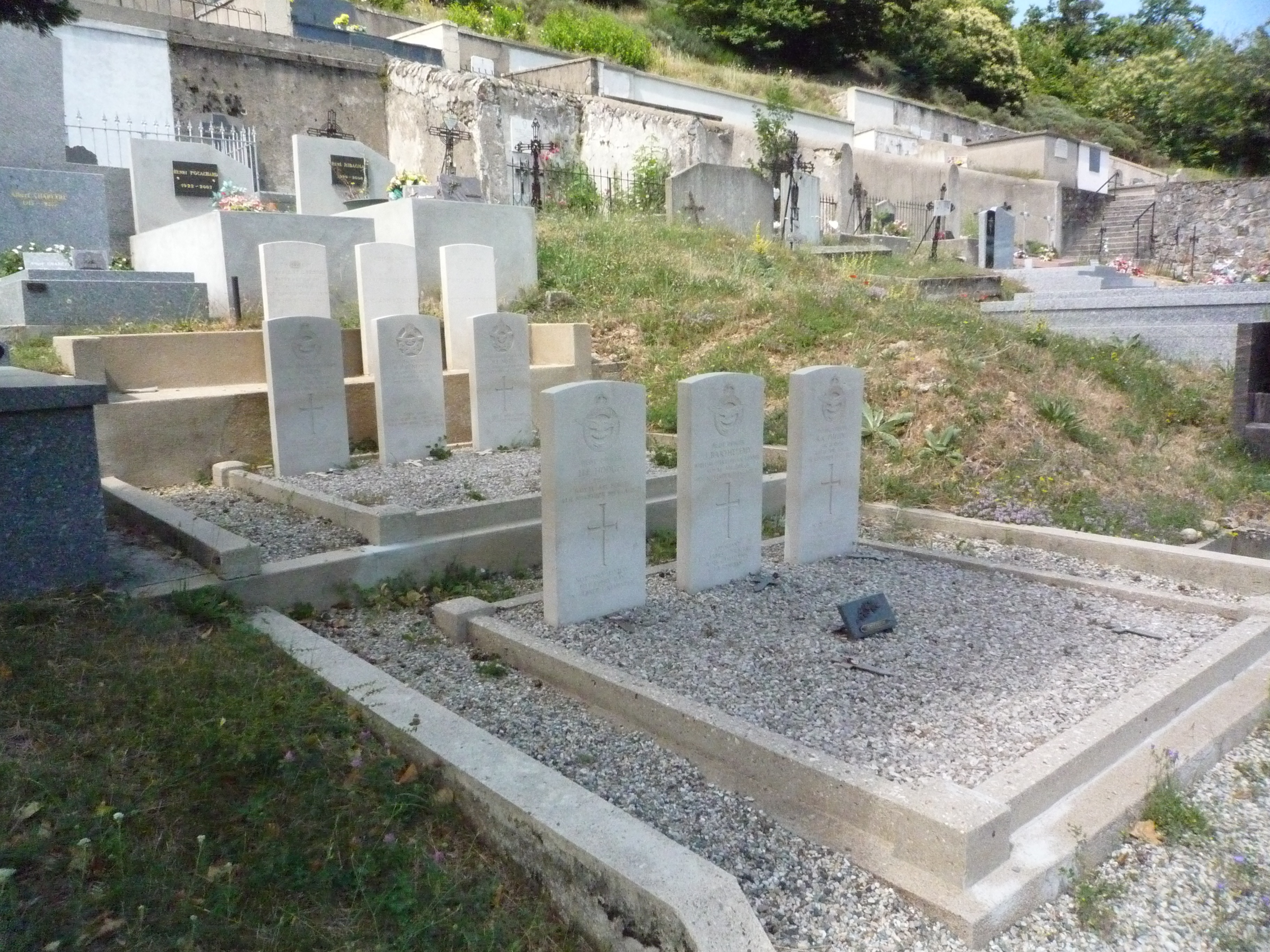
Кладбище
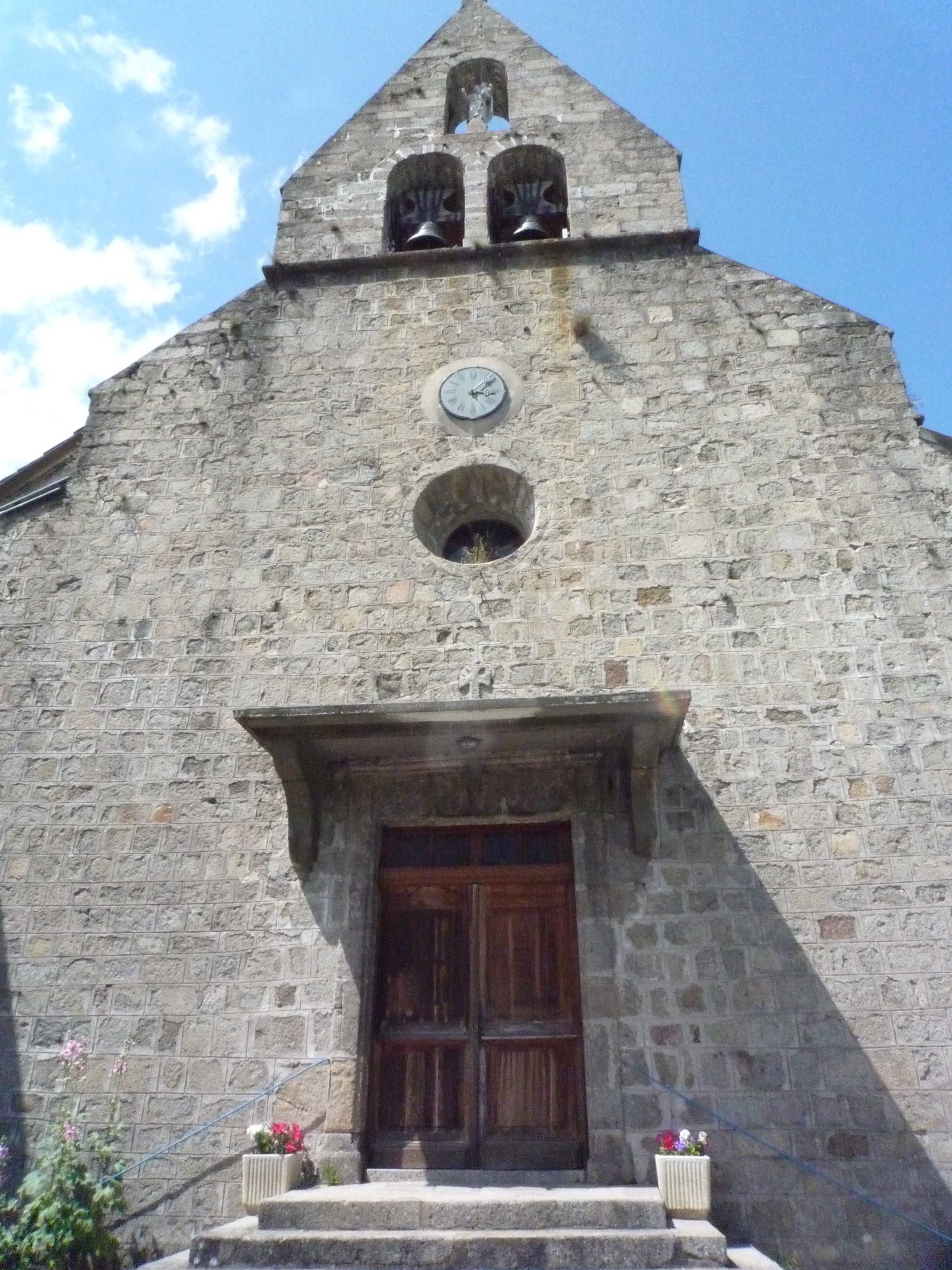
Церковь
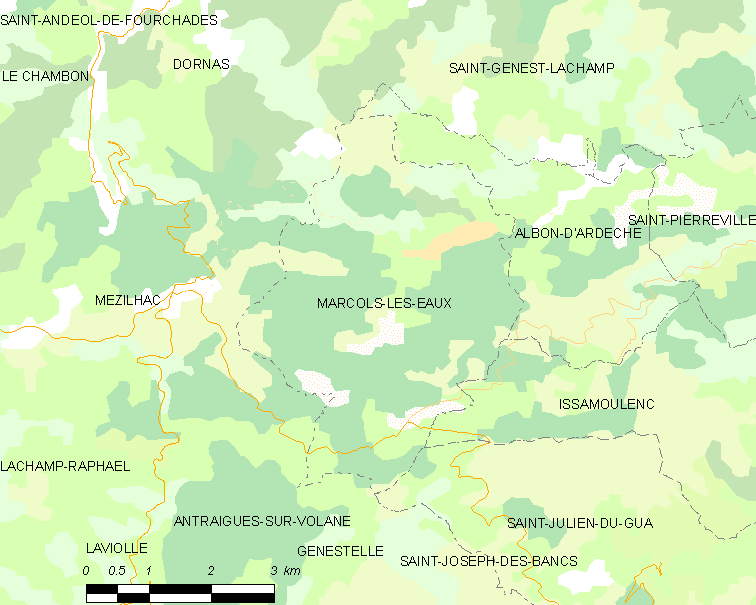
Карта коммуны